# Europaspiele 2023/Teilnehmer (Nordmazedonien)
| Gelbes Symbol für Goldmedaillen mit stilisierten Olympischen Ringen | Graues Symbol für Silbermedaillen mit stilisierten Olympischen Ringen | Braundes Symbol für Bronzemedaillen mit stilisierten Olympischen Ringen |
| ------------------------------------------------------------------- | --------------------------------------------------------------------- | ----------------------------------------------------------------------- |
| —                                                                   | 1                                                                     | —                                                                       |

Nordmazedonien nimmt an den Europaspielen 2023 in Krakau teil.

## Medaillen

### Medaillenspiegel
| Rang   | Sportart  | Gold | Silber | Bronze | Gesamt |
| ------ | --------- | ---- | ------ | ------ | ------ |
| 1      | Taekwondo | –    | 1      | –      | 1      |
| Gesamt | Gesamt    | 0    | 1      | 0      | 1      |

### Medaillengewinner
| Name/n            | Sportart  | Wettkampf                |
| ----------------- | --------- | ------------------------ |
| Silber            |           |                          |
| Dejan Georgievski | Taekwondo | Klasse über 87 kg Männer |

## Teilnehmer nach Sportarten

### Boxen
| Athleten         | Wettbewerb | 1. Runde | 1. Runde | Achtelfinale | Achtelfinale | Viertelfinale | Viertelfinale | Halbfinale | Halbfinale | Finale | Finale   | Rang |
| Athleten         | Wettbewerb | Gegner   | Ergebnis | Gegner       | Ergebnis     | Gegner        | Ergebnis      | Gegner     | Ergebnis   | Gegner | Ergebnis | Rang |
| ---------------- | ---------- | -------- | -------- | ------------ | ------------ | ------------- | ------------- | ---------- | ---------- | ------ | -------- | ---- |
| Männer           |            |          |          |              |              |               |               |            |            |        |          |      |
| Alen Rustemovski |            |          |          |              |              |               |               |            |            |        |          |      |
| Arjan Iseni      |            |          |          |              |              |               |               |            |            |        |          |      |
| İlhan Özmen      |            |          |          |              |              |               |               |            |            |        |          |      |

### Fechten
- Matej Todorovski
- Nikola Nikolovski
- Petar Srbinovski
- Petar Damjanovski

### Kanu

#### Kanurennsport
- Nikola Maleski
- Vladimir Maleski

#### Kanuslalom
- Angel Petrushev

### Karate
- Emil Pavlov

### Leichtathletik
| Team           | Wettbewerb  | Wettbewerb | Punkte | Punkte | Punkte | Punkte | Punkte | Punkte | Punkte     | Punkte    | Punkte    | Punkte      | Punkte           | Punkte      | Punkte    | Punkte     | Punkte     | Punkte         | Punkte     | Punkte     | Punkte     | Punkte | Rang |
| Team           | Wettbewerb  | Wettbewerb | 100 m  | 200 m  | 400 m  | 800 m  | 1500 m | 5000 m | 110 m Hü.* | 400 m Hü. | 4 × 100 m | 4 × 400 m** | 3000 m Hindernis | Kugelstoßen | Speerwurf | Hammerwurf | Diskuswurf | Stabhochsprung | Hochsprung | Dreisprung | Weitsprung | Gesamt | Rang |
| -------------- | ----------- | ---------- | ------ | ------ | ------ | ------ | ------ | ------ | ---------- | --------- | --------- | ----------- | ---------------- | ----------- | --------- | ---------- | ---------- | -------------- | ---------- | ---------- | ---------- | ------ | ---- |
| Nordmazedonien | 3. Division | Männer     | 11     | 8      | 11     | 5      | 9      | 10     | —          | 7         | 11        | 4           | 10               | 5           | 4         | 7          | 7          | 0              | 8          | 5          | 15         | 235    | 11   |
| Nordmazedonien | 3. Division | Frauen     | 3      | 4      | 6      | 4      | 7      | 9      | 7          | 0         | 5         | 4           | 0                | 6           | 6         | 6          | 7          | 8              | 10         | 4          | 6          | 235    | 11   |

* Die Frauen treten über 100 m Hürden, statt 110 m Hürden an.
** Die 4 × 400 m sind ein Mixed-Wettkampf.

#### Einzelresultate
| Wettbewerb       | Männer                                                            | Männer          | Männer      | Männer      | Frauen                                                        | Frauen          | Frauen | Frauen      |     |
| Wettbewerb       | Athlet                                                            | Ergebnis        | Rang        | Rang Gesamt | Athletin                                                      | Ergebnis        | Rang   | Rang Gesamt |     |
| ---------------- | ----------------------------------------------------------------- | --------------- | ----------- | ----------- | ------------------------------------------------------------- | --------------- | ------ | ----------- | --- |
| 100 m            | Andreas Trajkovski                                                | 10,81 s         | 05          | 34          | Natura Malo                                                   | 12,67 s SB      | 13     | 45          |     |
| 200 m            | Jovan Stojoski                                                    | 21,66 s SB      | 08          | 38          | Ana Božinovska                                                | 26,03 s PB      | 12     | 44          |     |
| 400 m            | Jovan Stojoski                                                    | 47,82 s         | 05          | 33          | Ana Božinovska                                                | 58,70 s SB      | 10     | 41          |     |
| 800 m            | Dimitar Petrovski                                                 | 1:58,08 min SB  | 11          | 43          | Irma Hajdari                                                  | 2:24,36 min SB  | 12     | 44          |     |
| 1500 m           | Leonid Vandevski                                                  | 4:00,71 min     | 07          | 39          | Adrijana Pop Arsova                                           | 4:48,95 min PB  | 09     | 40          |     |
| 5000 m           | Dario Ivanovski                                                   | 14:27,66 min SB | 06          | 31          | Adrijana Pop Arsova                                           | 18:05,02 min SB | 07     | 37          |     |
| 110/100 m Hürden | Kein Athlet                                                       | Kein Athlet     | Kein Athlet | Kein Athlet | Sara Osmanovska                                               | 16,92 s SB      | 09     | 39          |     |
| 400 m Hürden     | Ognen Stefanovski                                                 | 56,30 s SB      | 09          | 37          | Drita Islami                                                  | DNF             | DNF    | DNF         | DNF |
| 3000 m Hindernis | Leonid Vandevski                                                  | 9:50,22 min SB  | 06          | 36          | Irma Hajdari                                                  | DNF             | DNF    | DNF         |     |
| 4 × 100 m        | Andreas Trajkovski Ognen Stefanovski Mihail Petrov Jovan Stojoski | 41,75 s NR      | 05          | 31          | Natura Malo Ana Božinovska Sara Osmanovska Kamelija Kajčevski | 52,01 s SB      | 11     | 33          |     |
| Kugelstoßen      | Marjan Nojkovski                                                  | 13,31 m SB      | 11          | 43          | Mateja Efremovska                                             | 9,31 m SB       | 10     | 42          |     |
| Speerwurf        | Stefan Stefanoski                                                 | 34,04 m SB      | 12          | 44          | Mateja Efremovska                                             | 26,29 m PB      | 10     | 42          |     |
| Hammerwurf       | Marjan Nojkovski                                                  | 29,56 m PB      | 09          | 39          | Tea Aleksovska                                                | 31,20 m SB      | 10     | 41          |     |
| Diskuswurf       | Stefan Stefanoski                                                 | 45,20 m SB      | 09          | 40          | Tea Aleksovska                                                | 29,71 m SB      | 09     | 41          |     |
| Stabhochsprung   | Brajan Avia                                                       | DNS             | DNS         | DNS         | Mihaela Lazarovska                                            | 2,20 m SB       | 08     | 36          |     |
| Hochsprung       | Ognen Stefanovski                                                 | 1,70 m SB       | 08          | 40          | Mihaela Lazarovska                                            | 1,60 m SB       | 06     | 38          |     |
| Dreisprung       | Brajan Avia                                                       | 12,98 m SB      | 12          | 43          | Sara Osmanovska                                               | 10,18 m SB      | 12     | 42          |     |
| Weitsprung       | Andreas Trajkovski                                                | 7,73 m          | 01          | 09          | Kamelija Kajčevski                                            | 4,97 m          | 10     | 41          |     |

| Wettbewerb | Mixed                                                       | Mixed          | Mixed | Mixed       |
| Wettbewerb | Athleten                                                    | Ergebnis       | Rang  | Rang Gesamt |
| ---------- | ----------------------------------------------------------- | -------------- | ----- | ----------- |
| 4 × 400 m  | Mihail Petrov Ana Božinovska Jovan Stojoski Sara Osmanovska | 3:40,64 min SB | 12    | 44          |

Ersatz: Vladimir Sol Božičević Bitoljanu

### Schießen
| Athleten             | Wettbewerb | Qualifikation   | Qualifikation | Finale          | Finale | Rang |
| Athleten             | Wettbewerb | Ringe/ Scheiben | Rang          | Ringe/ Scheiben | Rang   | Rang |
| -------------------- | ---------- | --------------- | ------------- | --------------- | ------ | ---- |
| Frauen               |            |                 |               |                 |        |      |
| Anastasija Mojsovska |            |                 |               |                 |        |      |
| Männer               |            |                 |               |                 |        |      |
| Martin Angeleski     |            |                 |               |                 |        |      |

### Taekwondo
| Athleten              | Wettbewerb | Achtelfinale | Achtelfinale | Viertelfinale | Viertelfinale | Halbfinale | Halbfinale | Finale | Finale   | Rang |
| Athleten              | Wettbewerb | Gegner       | Ergebnis     | Gegner        | Ergebnis      | Gegner     | Ergebnis   | Gegner | Ergebnis | Rang |
| --------------------- | ---------- | ------------ | ------------ | ------------- | ------------- | ---------- | ---------- | ------ | -------- | ---- |
| Frauen                |            |              |              |               |               |            |            |        |          |      |
| Anamarija Georgievska |            |              |              |               |               |            |            |        |          |      |
| Milijana Reljikj      |            |              |              |               |               |            |            |        |          |      |
| Männer                |            |              |              |               |               |            |            |        |          |      |
| Dejan Georgievski     |            |              |              |               |               |            |            |        |          |      |

### Teqball
| Athleten            | Wettbewerb | Gruppenphase | Gruppenphase | Viertelfinale | Viertelfinale | Halbfinale | Halbfinale | Finale | Finale   | Rang |
| Athleten            | Wettbewerb | Gegner       | Ergebnis     | Gegner        | Ergebnis      | Gegner     | Ergebnis   | Gegner | Ergebnis | Rang |
| ------------------- | ---------- | ------------ | ------------ | ------------- | ------------- | ---------- | ---------- | ------ | -------- | ---- |
| Männer              |            |              |              |               |               |            |            |        |          |      |
| imitar Pejchinovski | Einzel     |              |              |               |               |            |            |        |          |      |